# Майкъл Серафинов
Майкъл Серафинов (на английски: Michael Seraphinoff) е американски езиковед-славист, писател и преводач от македонски произход.

## Биография
Серафинов е роден в американския щат Мичиган в гр. Детройт на 2 декември 1946 г. По бащина линия е от македонско — внук е на изселник от тетовското село Непрощено, и от румънско потекло, а по майчина линия произхожда от първите английски и швейцаро-германски заселници, като има и индианска жилка.
Завършва Държавния университет в Мичиган (1969), магистратура на славистична тема в Университета на Вашингтон в Сиатъл (1987) и пише докторат в същия университет на тема „Македонското възраждане от 19 век. Студия за живота и делото на Кирил Пейчинович“ в 1993 година..
Живее и работи в щата Вашингтон. Преподава в Катедрата за славянски езици и литература в Университета на Вашингтон в Сиатъл и в Skagit Valley College от 1987 до 1997 г., в Ленгли и Оук Харбър, в Държавния университет Академгородок (1993) в Новосибирск, Русия и в други висши училища в САЩ и Великобритания.
Активист е на Обединената македонска диаспора и на Македонското международно движение за човешки права. Голям критик е на албанския ектремизъм в Република Македония..